# Чёрная гора (Киев)
Чёрная гора́ (укр. Чорна гора) — историческая местность Киева, один из исторических холмов города, а также одноимённое поселение на территории Печерского района в форме треугольника, который образуют улица Михаила Бойчука, Железнодорожное шоссе и бульвар Николая Михновского.
Высота Чёрной горы достигает 143,2 метра над уровнем моря (улица Верхнегорская, 21), но на севере (бульвар Николая Михновского) склоны горы плавно переходят в Печерскую возвышенность выше 150 метров.
Название дано жителями этой местности от чернозёмной почвы, которая там находится. Архитектурно представляет собой в основном частную застройку. Главные улицы — Товарная, Черногорская, Менделеева.
В XIX веке и до 1923 года тут размещались сапёрные лагеря, со временем переведённые на левый берег Днепра. В том же 1923 году началась застройка местности жилыми зданиями. С конца 1990-х годов на Чёрной горе ведётся активное строительство многоэтажных элитных жилых домов.